# Eutrichota gopheri
Eutrichota gopheri är en tvåvingeart som först beskrevs av Johnson 1913.  Eutrichota gopheri ingår i släktet Eutrichota och familjen blomsterflugor. Inga underarter finns listade i Catalogue of Life.